# Acajete, Puebla
Acajete är en kommunhuvudort i Mexiko.   Den ligger i kommunen Acajete och delstaten Puebla, i den sydöstra delen av landet, 130 km öster om huvudstaden Mexico City. Acajete ligger 2 464 meter över havet och antalet invånare är 18 068.
Terrängen runt Acajete är kuperad åt nordost, men åt sydväst är den platt. Terrängen runt Acajete sluttar söderut. Runt Acajete är det tätbefolkat, med 369 invånare per kvadratkilometer. Närmaste större samhälle är Amozoc de Mota, 12,1 km sydväst om Acajete. Trakten runt Acajete består till största delen av jordbruksmark.